# Stylidium pachyrhizum
Stylidium pachyrhizum este o specie de plante dicotiledonate din genul Stylidium, familia Stylidiaceae, ordinul Asterales, descrisă de Ferdinand von Mueller. Conform Catalogue of Life specia Stylidium pachyrhizum nu are subspecii cunoscute.